# Lixin (köping i Kina, Sichuan)
Lixin (kinesiska: 立新镇, 立新) är en köping i Kina. Den ligger i provinsen Sichuan, i den sydvästra delen av landet, omkring 95 kilometer nordost om provinshuvudstaden Chengdu. Antalet invånare är 21 784. Befolkningen består av 10 616 kvinnor och 11 168 män. Barn under 15 år utgör 16,0 %, vuxna 15-64 år 69 %, och äldre över 65 år 13,0 %.
Genomsnittlig årsnederbörd är 1 156 millimeter. Den regnigaste månaden är juli, med i genomsnitt 309 mm nederbörd, och den torraste är december, med 8 mm nederbörd.